# La Revancha
La Revancha är en ort i Mexiko.   Den ligger i kommunen Benito Juárez och delstaten Veracruz, i den sydöstra delen av landet, 180 km nordost om huvudstaden Mexico City. La Revancha ligger 338 meter över havet och antalet invånare är 466.
Terrängen runt La Revancha är kuperad. Runt La Revancha är det ganska glesbefolkat, med 45 invånare per kvadratkilometer. Närmaste större samhälle är Benito Juárez, 9,5 km norr om La Revancha. I omgivningarna runt La Revancha växer huvudsakligen savannskog.